# Arditi del Popolo
Gli Arditi del Popolo furono un'organizzazione paramilitare di veterani ex militari della Grande Guerra, molti dei quali ex Arditi, fondata a Roma il 17 giugno 1921 dal reduce di guerra ex tenente degli Arditi ed anarchico Argo Secondari. Gli Arditi, sin dalla loro fondazione, furono un movimento di combattenti eterogeneo, che riuniva tra le sue file rivoluzionari, anarchici, repubblicani, comunisti e anticapitalisti.
Gli Arditi del Popolo furono tra le prime organizzazioni italiane antifasciste, ramificati in numerose sezioni, battaglioni e unità su tutto il territorio nazionale, volti a proteggere la popolazione (soprattutto gli operai, i proletari e le fasce più deboli della società) dalla violenza squadrista dei Fasci italiani di combattimento, contrastandoli con successo in operazioni di guerriglia.

## La nascita degli Arditi del Popolo
Gli Arditi del Popolo nacquero nell'estate del 1921 su iniziativa di membri della sezione romana degli arditi. Loro fondatore fu Argo Secondari, tenente decorato di guerra di tendenze anarchiche.
La formazione ebbe l'appoggio dell'Internazionale Comunista. La loro nascita fu addirittura annunciata da Lenin sulla Pravda.
Antonio Gramsci, tra i vari comunisti d'Italia, nei confronti degli arditi del popolo era per mantenere una posizione attendista di possibile appoggio.
Gli arditi del popolo si resero protagonisti di alcuni scontri armati contro i militanti fascisti, sfociati in fatti di sangue con alterne fortune e vittime da ambo le parti.
Tra gli arditi del popolo si ricordano per importanza: Alberto Acquacalda, Riccardo Lombardi (non iscritto ma partecipante alle azioni), Gaetano Di Bartolo Milana, Giuseppe Di Vittorio e Vincenzo Baldazzi.

## Fatti di Parma

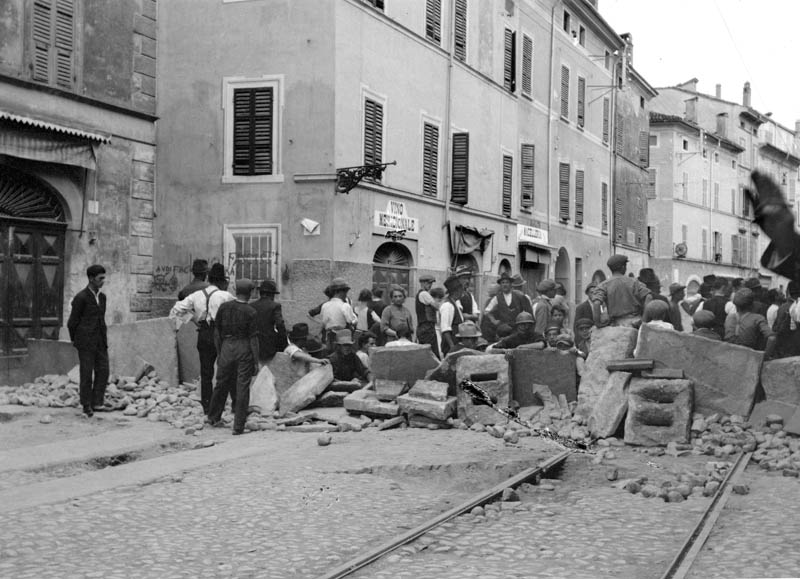
Barricate antifasciste a Parma.

L'evento di maggior risonanza che coinvolse gli Arditi del Popolo fu la difesa del quartiere Oltretorrente di Parma dallo squadrismo fascista nell'agosto 1922.
Nei primi del mese circa 10.000 squadristi fascisti, prima al comando di Roberto Farinacci e poi di Italo Balbo, marciarono su Parma dopo aver occupato altri centri emiliani.
A presidiare la città si trovavano gli Arditi del Popolo, comandati dal deputato Guido Picelli e dall'ex reduce decorato di guerra Antonio Cieri, le formazioni di difesa proletaria, la Legione Proletaria Filippo Corridoni, oltre a cittadini dei quartieri popolari appositamente mobilitati.
Il 6 agosto, resisi conto dell'impossibilità di conquistare la città, i fascisti passarono il controllo dell'ordine pubblico all'esercito e si impegnarono a ritirarsi.

## Eredità storica
Tom Behan, storico, asserisce che:

Bandiera degli Arditi del Popolo utilizzata dalla Sezione di Civitavecchia.

Inoltre Behan fa un esplicito parallelo e richiamo storico fra la situazione di allora ed i movimenti attuali anti globalizzazione, sostenendo l'importanza della partecipazione di massa a tali movimenti, anche da parte dei militanti che ne criticano la mancanza di obbiettivi strutturati, in quanto unico metodo per la costruzione di alternative.
Vari ex arditi del popolo lottarono nella guerra di Spagna tra il 1936 e il 1939 contro le truppe franchiste.
Alcune formazioni partigiane nella Resistenza assunsero il nome di Arditi del Popolo: tra le più note, quella nella quale fu attivo Antonello Trombadori, poi esponente del PCI.
Gli Arditi del Popolo, come pure Gino Lucetti, hanno ispirato anche alcune canzoni popolari e partigiane come quella del Battaglione Lucetti.

## Simboli e iconografia

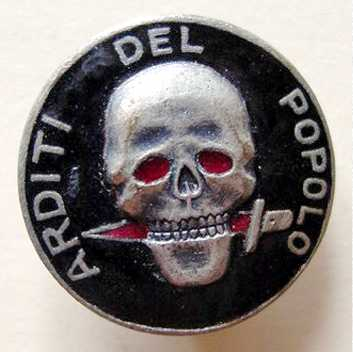
Spilla degli Arditi del Popolo. Il simbolo è quello degli Arditi, ma occhi e pugnale sono rossi.

Gli arditi del popolo mutuarono i simboli scelti dall'unità speciale degli arditi, che combatté per l'esercito italiano durante la grande guerra: il colore nero e i teschi, simboleggianti lo sprezzo del pericolo e della morte. Su alcune loro bandiere vi era la scritta «Lavoro o Morte».
Il teschio mutuato dall'arditismo di guerra venne variato con l'aggiunta del colore rosso degli occhi e del pugnale. La "spilla" che raffigurava il teschio per l'appunto, era da appuntare sul petto a sinistra).
Altro simbolo tipico dell'iconografia degli arditi del popolo fu la scure che spezza il fascio littorio.

## Personaggi collegati e operanti nel "Fronte Unito Arditi del Popolo"
- Alceste de Ambris
- Vincenzo Baldazzi
- Errico Malatesta
- Ercole Miani
- Gaetano Perillo
- Guido Picelli
- Armando Vezzelli
- Dante Corneli
- Albano Corneli
- Vittorio Ambrosini
- Riccardo Lombardi
- Giuseppe Di Vittorio
- Vittorio Picelli
- Umberto Marzocchi
- Argo Secondari
- Dante Gorreri
- Alberto Acquacalda
- Antonio Gramsci
- Ilio Barontini
- Aldo Eluisi
- Antonello Trombadori
- Ugo Mazzucchelli
- Comasco Comaschi

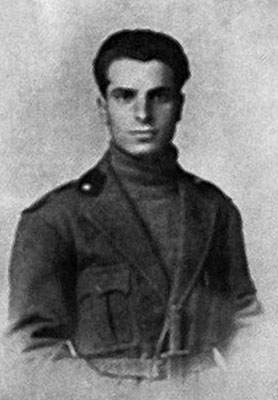
Argo Secondari

Antonio Cieri

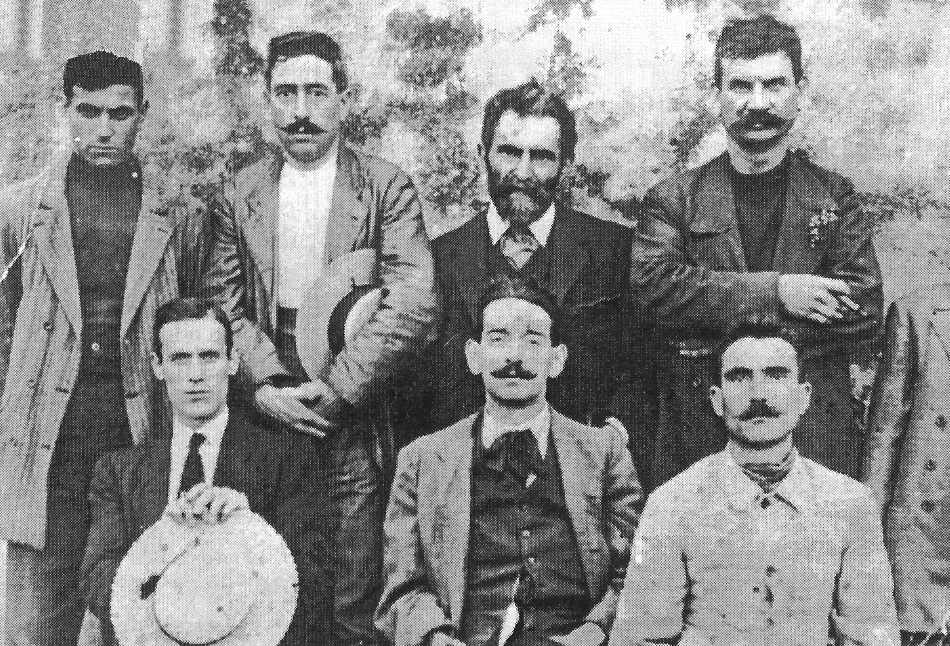
Errico Malatesta con un gruppo di Arditi del Popolo.

- Roberto Barsotti (fondatore degli Arditi del Popolo a Pisa)

### Romanzi
- Alberto Bevilacqua Una città in amore, 1962.
- Alberto Bevilacqua Il viaggio misterioso, 1972.
- Pino Cacucci Oltretorrente, Feltrinelli, 2003.
- Maurizio Maggiani Il coraggio del pettirosso, Feltrinelli, 1995.

## Nella cultura di massa

### Canzoni
- Siam del popolo gli arditi, Leoncarlo Settimelli, 1973.
- Alle barricate, Gang, 2015.
- Arditi del popolo, Zeman, 2018.

### Filmografia
- Cronache di poveri amanti, regia di Carlo Lizzani.
- Pane e libertà, regia di Alberto Negrin.
- Il ribelle di Giancarlo Bocchi
- Nella città perduta di Sarzana, regia di Luigi Faccini.